# Kung Fu Panda
Kung Fu Panda este o comedie americană de animație realizată în anul 2008, în regia lui John Stevenson și Mark Osborne și produsă la DreamWorks Animation din Glendale, California. Vocea personajului principal este interpretată de Jack Black, celelalte voci fiind ale lui Jackie Chan, Dustin Hoffman, Angelina Jolie, Lucy Liu, Seth Rogen, David Cross și Ian McShane. Acțiunea se desfășoară în China antică și gravitează în jurul unui urs panda neîndemânatic care își dorește să fie maestru în kung fu. Muzica filmului a fost scrisă de Hans Zimmer, după ce a vizitat China pentru a se familiariza cu muzica și cultura acestei țări. Premiera românească a filmului a avut loc pe 4 iulie 2008 în varianta subtitrată și dublată.